# Togaricrania huanglongensis
Togaricrania huanglongensis är en insektsart som beskrevs av Ma 1981. Togaricrania huanglongensis ingår i släktet Togaricrania och familjen dvärgstritar. Inga underarter finns listade i Catalogue of Life.